# Flateyri
Flateyri est une localité islandaise de la municipalité de Ísafjarðarbær située à l'ouest de l'île, sur l'Önundarfjörður, dans la région de Vestfirðir. En 2011, le village comptait 237 habitants.

## Accès
L'accès au village était autrefois difficile. L'hiver, seule la mer permettait de rejoindre Flateyri, la passe de Breiðadalsheiði étant souvent coupée.
Aujourd'hui, le tunnel de Vestfjarðagöng permet de rejoindre Ísafjörður vers le nord et, vers le sud, les routes 64 et 60 communiquent avec le village de Þingeyri sur le Dýrafjörður. Le bus d'Ísafjörður à Brjánslækur s'arrête à Flateyri à la demande.

## Toponymie
Flateyri signifie « banc de sable plat » et désigne la presqu'île sur laquelle a été construite le village, provenant d'alluvions laissées par le déplacement des glaciers vers la mer. Le suffixe -eyri se retrouve d'ailleurs dans de nombreux toponymes des Vestfirðir. 

## Histoire
En 1792, un centre commercial associé à Þingeyri fut fondé à cet emplacement. Environ un siècle plus tard, un vrai village s'était développé et la population se montait à une centaine d'habitants. Les pêcheurs, en barques à rames ou en petits voiliers, pêchaient notamment le requin du Groenland dont on fait le hákarl.
C'est à cette époque, en 1889, que le Norvégien Hans Ellefsen fonda une station baleinière et une usine de traitement tout près, à Sólbakki. Cette dernière brûla en 1901 et l'activité fut déplacée vers les fjords de l'est. Le site fut utilisé en 1912 par une société allemande pour transformer le poisson, activité ensuite reprise par des Islandais. Une autre station baleinière s'installa à la même époque un peu plus loin, à Hóll, et il en reste la cheminée.
Ellefsen vendit sa maison au Norvégien Hannes Hafstein, premier chef du gouvernement de l'Islande encore sous souveraineté danoise. Elle fut démontée et transportée au Tjarnargata à Reykjavik. Elle est encore utilisée aujourd'hui sous le nom de Ráðherrabústað pour héberger, entre autres, le conseil des ministres.

## Risques d'avalanches
Juste au-dessus de Flateyri, deux couloirs d'avalanches, Innra-Bæjargil et Skollahvilft, creusent les flancs escarpés  de l'Eyrarfjall qui culmine à 660 mètres d'altitude. En octobre 1995, une avalanche massive causa la mort de 20 personnes et la destruction de 29 maisons. Une grande barrière anti-avalanches fut construite en forme de chevron tronqué pour dévier les chutes de neige à la suite de cette catastrophe. Elle a déjà sauvé les habitants d'au moins une grave inondation.

## Industrie et services
Le port a été progressivement agrandi, la population ayant atteint 550 habitants en 1964, et les habitants vivent encore principalement de la pêche. Cependant, en mai 2007, les propriétaires de Kambur hf, la plus grosse entreprise de Flateyri, annoncèrent la cessation de son activité et la vente de tous les actifs de la société en raison des quotas de pêche. L'entreprise employait 120 personnes dont 65 à terre en plus des 5 bateaux de marins-pêcheurs. Un certain nombre de résidents vont aujourd'hui travailler à Ísafjörður.
La scolarité est assurée du jardin d'enfants jusqu'au secondaire. Flateyri héberge une antenne médicale, une station-service, un restaurant, un camping, des maisons d'hôtes et des installations sportives dont une piscine.

## Monuments
L'église du village, construite en béton, a été édifiée en 1936. Les remarquables vitraux ont été ouvragés par Leifur Breiðfjörð et le retable par Brynjólfur Þórðarson.

## Films et documentaires
Plusieurs documentaires sur le village y ont été réalisés et des films islandais l'ont pris pour cadre.

### Documentaires
- Gas Station, de Luc Vrijdaghs (2005), sur la station-service-épicerie de Flateyri[4].
- Norð Vestur, björgunarsaga (66°23 North West, The Day of The Avalanche), de Einar Thór Gunnlaugsson (2010), présenté à Reykjavik pour le 15e anniversaire de l'avalanche de 1995[5].
- Veðrabrigði, de Ásdís Thoroddsen (2015), sur la crise actuelle à Flateyri due aux quotas de pêche[6].

### Films
- Í faðmi hafsins (In the Arms of the Sea) de Lýður Árnason (2001)[7].
- Ingaló de Ásdís Thoroddsen (1992)[8].
- París Norðursins (Paris of the Norh) de Hafsteinn Gunnar Sigurðsson (2014)[9].
- Þrestir (Sparrows) de Rúnar Rúnarsson (2015)[10].